# Палласовский район
Палла́совский райо́н — административно-территориальная единица (район) и одноимённое муниципальное образование (муниципальный район) в Волгоградской области России.
Административный центр — город Палласовка.

## География
Район расположен на востоке Волгоградской области в Заволжье. Граничит с Республикой Казахстан. Площадь района 12 420 км² — это самый большой по площади район Волгоградской области, протяжённость района с севера на юг — 180 км, с востока на запад — 60 км. На самом юге и юго-востоке района климат характеризуется по Кёппену как BSk.
Через район протекает река Торгун, также в 1970-е годы построен Палласовский канал.
На территории района расположены крупные соляные озёра — Эльтон (182 км²), Булухта (77 км²) и Боткуль (66 км²).

## История
В 1922 году был образован Палласовский кантон в составе АО немцев Поволжья.
После ликвидации АССР немцев Поволжья 7 сентября 1941 года Палласовский кантон был преобразован в Палласовский район в составе Сталинградской области.
В конце 1940-х и начале 1950-х годов для авиационного обеспечения полигона Капустин Яр использовался военный аэродром Житкур, созданный вблизи одноимённого села Палласовского района Сталинградской области летом 1942 года в период Сталинградской битвы. Тогда на аэродроме одновременно базировалось до 10 полков истребительной, штурмовой и бомбардировочной авиации 8-й Воздушной армии ВВС РККА СССР.
В 1950 году в состав района вошла территория упраздненного Кайсацкого района.
В 1953 году из-за расширения деятельности полигона Капустин Яр село Житкур прекратило существование, жители были переселены в другие пункты, в состав Палласовского района включен ликвидированный Эльтонский район.
30 декабря 2004 года в соответствии с Законом Волгоградской области № 982-ОД район наделён статусом муниципального района. В его составе образованы 15 муниципальных образований: 1 городское и 14 сельских поселений.
5 мая 2019 года в соответствии с Законом Волгоградской области № 35-ОД от 26.04.2019 Венгеловское сельское поселение вошло в состав Приозерного сельского поселения.

## Население
| 1959    | 1970    | 1979    | 1989    | 2002    | 2009    | 2010    | 2011    | 2012    |
| ------- | ------- | ------- | ------- | ------- | ------- | ------- | ------- | ------- |
| 35 527  | ↗45 172 | ↗46 248 | ↗48 013 | ↘47 347 | ↘44 973 | ↘43 293 | ↘43 124 | ↘42 792 |
| 2013    | 2014    | 2015    | 2016    | 2017    | 2018    | 2019    | 2020    | 2021    |
| ↘42 375 | ↘41 831 | ↘41 335 | ↘40 971 | ↘40 398 | ↘39 922 | ↘39 545 | ↘38 930 | ↗39 093 |

### Урбанизация
В городских условиях (город Палласовка) проживают 38.28 % населения района.

### Гендерный состав
Мужчин — 47,3 %, женщин — 52,7 %.

### Национальный состав
По данным Всероссийской переписи населения 2020 года:
| Национальность               | Численность (чел.) | Процент от указавших |
| ---------------------------- | ------------------ | -------------------- |
| Русские                      | 18 401             | 48,2%                |
| Казахи                       | 16 612             | 43,5%                |
| Чеченцы                      | 1063               | 2,8%                 |
| Татары                       | 464                | 1,2%                 |
| Немцы                        | 407                | 1,0%                 |
| Украинцы                     | 110                | 0,3%                 |
| Азербайджанцы                | 295                | 0,8%                 |
| Другие                       | 838                | 2,2%                 |
| Всего указана национальность | 38 190             |                      |

По итогам переписи населения 2020 года проживали следующие национальности (национальности менее 0,1 % и другое см. в сноске к строке «Другие»):
| Национальность | Численность, чел. | Доля     |
| -------------- | ----------------- | -------- |
| Русские        | 18 401            | 47,07 %  |
| Казахи         | 16 612            | 42,49 %  |
| Чеченцы        | 1063              | 2,72 %   |
| Татары         | 464               | 1,19 %   |
| Немцы          | 407               | 1,04 %   |
| Азербайджанцы  | 295               | 0,75 %   |
| Украинцы       | 110               | 0,28 %   |
| Чуваши         | 77                | 0,20 %   |
| Молдаване      | 64                | 0,16 %   |
| Армяне         | 49                | 0,13 %   |
| Марийцы        | 49                | 0,13 %   |
| Аварцы         | 43                | 0,11 %   |
| Другие         | 1459              | 3,73 %   |
| Итого          | 39 093            | 100,00 % |

## Муниципально-территориальное устройство
В Палласовском муниципальном районе выделяются 14 муниципальных образований, в том числе 1 городское поселение и  13 сельских поселений:
| №  | Муниципальное образование            | Административный центр  | Количество населённых пунктов | Население (чел.) | Площадь (км²) |
| -- | ------------------------------------ | ----------------------- | ----------------------------- | ---------------- | ------------- |
| 1  | городское поселение город Палласовка | город Палласовка        | 1                             | ↗14 966          | 35,19         |
| 2  | Гончаровское сельское поселение      | посёлок Золотари        | 7                             | ↘1528            | 728,40        |
| 3  | Заволжское сельское поселение        | посёлок Заволжский      | 3                             | ↘2468            | 438,29        |
| 4  | Кайсацкое сельское поселение         | село Кайсацкое          | 6                             | ↘1804            | 332,24        |
| 5  | Калашниковское сельское поселение    | посёлок Новостройка     | 3                             | ↗2226            | 294,59        |
| 6  | Комсомольское сельское поселение     | посёлок Комсомольский   | 1                             | ↘1208            | 362,17        |
| 7  | Краснооктябрьское сельское поселение | посёлок Красный Октябрь | 3                             | ↘2140            | 461,26        |
| 8  | Лиманное сельское поселение          | посёлок Лиманный        | 3                             | ↘972             | 177,11        |
| 9  | Приозёрное сельское поселение        | посёлок Путь Ильича     | 3                             | ↘1155            | 462,61        |
| 10 | Революционное сельское поселение     | хутор Прудентов         | 3                             | ↘1215            | 6359,58       |
| 11 | Ромашковское сельское поселение      | посёлок Ромашки         | 3                             | ↘1234            | 398,44        |
| 12 | Савинское сельское поселение         | село Савинка            | 7                             | ↘3678            | 695,66        |
| 13 | Степновское сельское поселение       | посёлок Вишневка        | 1                             | ↘1118            | 258,65        |
| 14 | Эльтонское сельское поселение        | посёлок Эльтон          | 10                            | ↘3234            | 1356,90       |

## Населённые пункты
В Палласовский район входят 54 населённых пункта.
| №  | Населённый пункт | Тип          | Население | Муниципальное образование            |
| -- | ---------------- | ------------ | --------- | ------------------------------------ |
| 1  | Большой Симкин   | хутор        | 295       | Эльтонское сельское поселение        |
| 2  | Венгеловка       | посёлок      | 536       | Приозёрное сельское поселение        |
| 3  | Вишневка         | посёлок      | ↘1118     | Степновское сельское поселение       |
| 4  | Гончары          | хутор        | ↘129      | Гончаровское сельское поселение      |
| 5  | Гормаки          | хутор        | 180       | Революционное сельское поселение     |
| 6  | Ершов            | хутор        | 100       | Гончаровское сельское поселение      |
| 7  | Есин             | хутор        | 110       | Кайсацкое сельское поселение         |
| 8  | Жолобов          | хутор        | 243       | Краснооктябрьское сельское поселение |
| 9  | Заволжский       | посёлок      | 1828      | Заволжское сельское поселение        |
| 10 | Заливной         | посёлок      | 155       | Савинское сельское поселение         |
| 11 | Зелёный          | посёлок      | 693       | Лиманное сельское поселение          |
| 12 | Золотари         | посёлок      | 1394      | Гончаровское сельское поселение      |
| 13 | Кайсацкое        | село         | 1924      | Кайсацкое сельское поселение         |
| 14 | Калашники        | село         | 143       | Калашниковское сельское поселение    |
| 15 | Калинина         | посёлок      | 179       | Эльтонское сельское поселение        |
| 16 | Камышовка        | хутор        | 26        | Кайсацкое сельское поселение         |
| 17 | Карабидаевка     | хутор        | 93        | Эльтонское сельское поселение        |
| 18 | Карпов           | хутор        | 117       | Эльтонское сельское поселение        |
| 19 | Кобзев           | хутор        | 116       | Гончаровское сельское поселение      |
| 20 | Комсомольский    | посёлок      | ↘1208     | Комсомольское сельское поселение     |
| 21 | Королевка        | хутор        | 11        | Кайсацкое сельское поселение         |
| 22 | Красная Деревня  | хутор        | 15        | Приозёрное сельское поселение        |
| 23 | Красный Октябрь  | посёлок      | 1836      | Краснооктябрьское сельское поселение |
| 24 | Куликов          | посёлок      | 84        | Савинское сельское поселение         |
| 25 | Кумысолечебница  | посёлок      | 245       | Савинское сельское поселение         |
| 26 | Лиманный         | посёлок      | 42        | Лиманное сельское поселение          |
| 27 | Лисуново         | посёлок      | 119       | Савинское сельское поселение         |
| 28 | Максимовка       | хутор        | 66        | Савинское сельское поселение         |
| 29 | Новая Иванцовка  | село         | 476       | Заволжское сельское поселение        |
| 30 | Новостройка      | посёлок      | 1926      | Калашниковское сельское поселение    |
| 31 | Новый            | хутор        | 66        | Кайсацкое сельское поселение         |
| 32 | Отгонный         | хутор        | 39        | Эльтонское сельское поселение        |
| 33 | Палласовка       | город        | ↗14 966   | городское поселение город Палласовка |
| 34 | Пригарино        | посёлок      | 140       | Ромашковское сельское поселение      |
| 35 | Приозерный       | посёлок      | 199       | Эльтонское сельское поселение        |
| 36 | Прудентов        | хутор        | 997       | Революционное сельское поселение     |
| 37 | Путь Ильича      | посёлок      | ↘685      | Приозёрное сельское поселение        |
| 38 | Романенко        | хутор        | 32        | Гончаровское сельское поселение      |
| 39 | Ромашки          | посёлок      | 1253      | Ромашковское сельское поселение      |
| 40 | Савинка          | село         | ↘3090     | Савинское сельское поселение         |
| 41 | Садчиков         | хутор        | 94        | Революционное сельское поселение     |
| 42 | Сапунков         | хутор        | 100       | Гончаровское сельское поселение      |
| 43 | Сахаровка        | хутор        | 15        | Кайсацкое сельское поселение         |
| 44 | Селянка          | посёлок      | 40        | Ромашковское сельское поселение      |
| 45 | Серогодский      | посёлок      | 287       | Лиманное сельское поселение          |
| 46 | Смычка           | хутор        | 271       | Савинское сельское поселение         |
| 47 | Старая Балка     | хутор        | 346       | Краснооктябрьское сельское поселение |
| 48 | Старая Иванцовка | село         | 555       | Заволжское сельское поселение        |
| 49 | Худушный         | хутор        | 139       | Калашниковское сельское поселение    |
| 50 | Чернышев         | хутор        | 14        | Гончаровское сельское поселение      |
| 51 | Эльтон           | посёлок      | ↗2723     | Эльтонское сельское поселение        |
| 52 | 299              | ж.д. разъезд | 28        | Эльтонское сельское поселение        |
| 53 | 324              | ж.д. разъезд | 13        | Эльтонское сельское поселение        |
| 54 | 332              | ж.д. разъезд | 28        | Эльтонское сельское поселение        |

Упразднённые населённые пункты:
- хутор Благодатный
- село Бурсы
- село Житкур
- село Палласовка
- железнодорожный разъезд 230

## Археология и палеоантропология
В кургане «Ромашки» найдено одно разрушенное погребение эпохи бронзы. На курганной группе «Кошары» один курган относится к эпохе бронзы (три погребения XVI—XV веков до н. э.), второй курган состоит из 13 разновременных погребений. Во втором кургане нашли сарматские погребения раннего железного века.